# Salvinorin A
Salvinorin A je glavni aktivni psihotropni molekul u meksičkoj biljci , koja ima dugu istoriju upotrebe kao enteogen među autohtonim mazatečkim šamanima. Salvinorin A je halucinogeno jedinjenje sa psihodeličnim/disocijativnim efektima.
On je strukturno različit od drugih prirodnih halucinogena (kao što su DMT, psilocibin, i meskalin) zato što ne sadrži atome azota, i stoga nije alkaloid.
Salvinorin A može da proizvede psihoaktivne doživljaje kod ljudi sa tipičnim trajanjem od nekoliko minuta do jednog sata, u zavisnosti od metoda unosa.
Salvinorin A je nađen sa nekoliko drugih strukturno-srodnih salvinorina. Salvinorin je trans-neoklerodan diterpenoid. On deluje kao agonist kapa opioidnog receptora. Salvinorin A je bio prvo jedinjenje za koje se znalo da deluje na ovaj receptor koje nije alkaloid. Njega je izolovao Alfredo Otega u Meksiku 1982, a njegov farmakološki mehanizam je ispitan u laboratoriji Brajana L. Rota.

## Salvinorini A - F, J
Salvinorin A je jedan od nekoliko strukturno srodnih salvinorina nađenih u biljci Salvia divinorum. Salvinorin A se može sintetisati iz neaktivnog salvinorina B acetilacijom. De-acetilisani analog salvinorina B nije aktivan. Salvinorin A je jedino aktivno jedinjenje među prirodnim salvinorinima.
| Ime          | Struktura | 1 | 2         | Aktivnost |
| ------------ | --------- | - | --------- | --------- |
| Salvinorin A |           | 3 | −         | aktivan   |
| Salvinorin B |           | − | nektivan  |           |
| Salvinorin C |           | 3 | 3         | nepoznato |
| Salvinorin D |           | 3 | neaktivan |           |
| Salvinorin E | 3         |   | neaktivan |           |
| Salvinorin F |           |   | neaktivan |           |

Novootrkiveni salvinorin J strukturno najsrodniji sa salvinorinom E, sa C-17 sekondarnim alkoholom umesto ketonske grupe.

## Literatura
- Chavkin Charles; Sumit Sud; Wenzhen Jin; Jeremy Stewart; Zjawiony, Jordan K.; Daniel J. Siebert; Beth Ann Toth; Hufeisen, Sandra J.; Bryan L. Roth (2004). „Salvinorin A, an Active Component of the Hallucinogenic Sage Salvia divinorum Is a Highly Efficacious κ-Opioid Receptor Agonist: Structural and Functional Considerations”. Journal of Pharmacology and Experimental Therapeutics. 308 (3): 1197—1203. PMID 14718611. doi:10.1124/jpet.103.059394. Архивирано из оригинала 23. 05. 2007. г. Приступљено 24. 3. 2007.
- Munro Thomas A.; Rizzacasa, Mark A.; Bryan L. Roth; Toth, Beth A.; Feng Yan (2005). „Studies toward the pharmacophore of salvinorin A, a potent kappa opioid receptor agonist”. Journal of Medicinal Chemistry. 48 (2): 345—348. PMC 2777653 . PMID 15658846. doi:10.1021/jm049438q. Приступљено 24. 3. 2007..
- Baselt Randall C. (2008). Disposition of Toxic Drugs and Chemicals in Man (8th изд.). Foster City, CA: Biomedical Publications. стр. 1405—1406.

## Spoljašnje veze
- istraživanje i informacioni centar
- Salvinorin A
- Triptamind salvinorin A